# Clavella embiotocae
Clavella embiotocae är en kräftdjursart som beskrevs av Masahiro Dojiri 1981. Clavella embiotocae ingår i släktet Clavella och familjen Lernaeopodidae. Inga underarter finns listade i Catalogue of Life.